# 감지은니보살선계경 권8
감지은니보살선계경 권8(紺紙銀泥菩薩善戒經 卷八)은 서울특별시 중구, 동국대학교도서관에 있는 고려시대의 사경이다. 1982년 12월 7일 대한민국의 보물 제740호로 지정되었다.

## 개요
감지은니보살선계경 권8(紺紙銀泥菩薩善戒經 卷八)은 보살수행의 방법을 폭넓게 설명한 경전이다.
이 책은 검푸른 색의 종이에 은색 글씨로 경문을 정성들여 옮겨 쓴 것으로, 유송(劉宋)의 구나발마(求那跋摩)가 번역한『보살선계경』9권 가운데 제8권이다. 종이를 길게 이어붙여 두루마리 형태로 만들었으며, 펼쳤을 때의 크기는 세로 31cm, 가로 1,300cm이다.
책 끝에 있는 간행기록을 통해 고려 충렬왕 6년(1280)에 왕이 발원하여 대장도감(大藏都監)에서 간행한 대장경 가운데 하나임을 알 수 있다. 충렬왕이 발원하여 간행한 책은 여러 종류가 전해지고 있는데 모두가 정성을 들여 판각하였기 때문에 글자의 새김 등이 뛰어나고 장엄하다.
이 책은 경기도 안성시에 있는 청원사의 삼존불을 금칠할 때 불상 속에서 나온 것으로, 그 출처가 확실하며 보존상태도 양호한 귀중한 책이다.

## 참고 자료
- 감지은니보살선계경 권8 - 국가유산청 국가유산포털

분륲:불경